# Marzolino Tarantola
(esclamazione di Marzolino Tarantola)
Marzolino Tarantola è un personaggio immaginario protagonista di un fumetto italiano creato da Bonvi ed esordito nel 1979 nella trasmissione televisiva Supergulp, nella quale venivano riprese tavole a fumetti trasmesse in successione, come se si stesse leggendo un fumetto, mantenendo le nuvolette con le frasi dei personaggi che venivano lette da doppiatori.

## Storia editoriale
Il personaggio nasce nel 1979 per la trasmissione Supergulp! una trasmissione di grande successo del periodo. Per il sommario della trasmissione, Bonvi ideò un personaggio che si ispirava a quello di Saturnino Farandola creazione dello scrittore Albert Robida, un ricco avventuriero accompagnato dal fido maggiordomo Alfred e da Enrico, un uomo gigantesco quanto sciocco; la sua nemesi era il malvagio professor Moriatry con il suo assistente Perfidio. Si riscontrano somiglianze con un altro personaggio di Bonvi, Nick Carter, ad esempio nelle esclamazioni o nei tratti dei personaggi.
Bonvi realizzerà due storie per il programma televisivo ricche di citazioni e di rimandi alla letteratura, al cinema e al fumetto di cui la prima verrà pubblicata lo stesso anno a puntate sul Corriere dei Piccoli e poi in un volume cartonato edito nel 1980 da Rizzoli Junior. Nel 2016, nella collana Superfumetti edita da Mondadori Comics è stato pubblicato il volume Marzolino Tarantola - La grande corsa che presenta solo la prima delle due storie realizzate del personaggio, mentre la seconda non è stata mai trasposta a fumetti.

## Personaggi e trama
Il protagonista è un ricco avventuriero accompagnato dal maggiordomo Alfred e dall'amico Enrico, un uomo gigantesco quanto sciocco; la sua nemesi è il malvagio professor Moriatry con il suo assistente Perfidio. Il protagonista partecipa a una gara automobilistica insieme al suo equipaggio, Enrico e il maggiordomo Alfred, alla quale partecipa anche il suo acerrimo nemico il professor Moriatry; il protagonista riuscirà a vincere la competizione e il premio grazie ad un errore di Moriatry.